# Sarah Steyaert
Sarah Steyaert (27 de novembro de 1986) é uma velejadora francesa.

## Carreira
De 2005 a 2012, ela foi regularmente encontrada nos pódios do circuito internacional na classe Laser Radial, tendo ficado em 5º e 16º nos Jogos Olímpicos de 2008 e de 2012 respectivamente. Após as Olimpíadas de Tóquio, Sarah Steyaert uniu forças com Charline Picon, inicialmente especialista em RS:X, e ambas conseguiram a medalha de bronze na classe 49erFX nos Jogos de 2024.